# Vijf weken in een luchtballon
Vijf weken in een luchtballon (Frans: Cinq semaines en ballon) is een avonturenroman van de Franse auteur Jules Verne, uitgegeven in 1863. Het beschrijft een fictieve ontdekkingsreis per luchtballon dwars over Afrika. Het thema is het menselijk vernuft, gepresenteerd via de toenmalige stand van de techniek en enige sciencefiction, gedragen door flat characters. 

## Verhaal

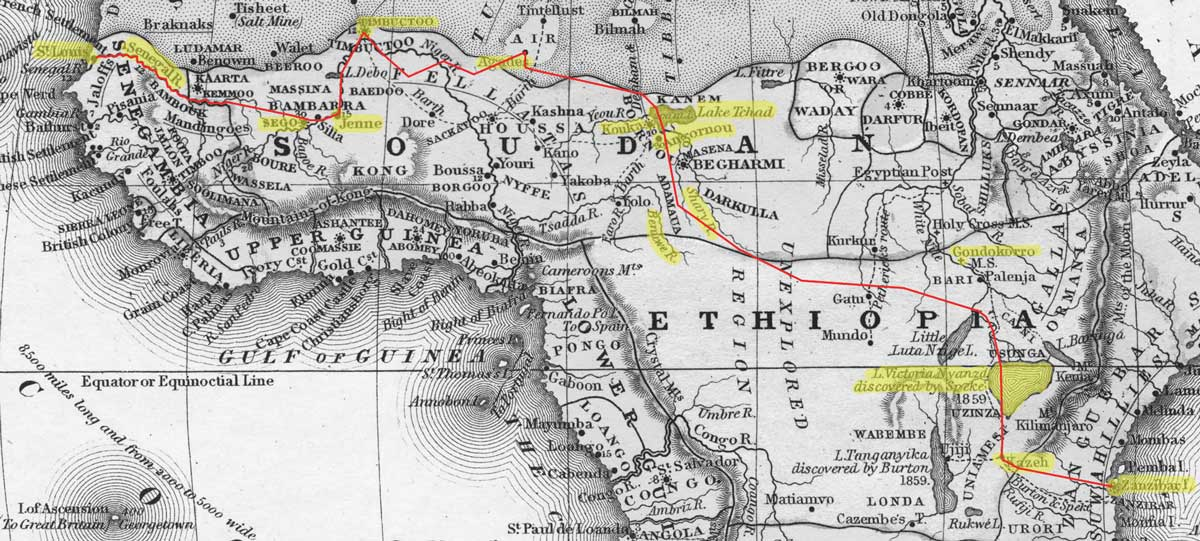
Kaart van de reis uit het boek

De hoofdpersoon Samuel Fergusson (in de Nederlandse vertaling gespeld als Ferguson) is een schrandere avonturier die een wetenschappelijke expeditie onderneemt:. samen met zijn dienaar Joe en zijn vriend Richard Kennedy gaat hij per luchtballon op expeditie naar nog onverkend gebied van Afrika. Fergusson heeft een systeem gemaakt om de ballon te laten stijgen en dalen zonder dat er gas ontsnapt of ballast uitgeworpen moet worden. Dit maakt lange reizen mogelijk. De reis moet de kennis van Heinrich Barth uit de Sahara- en Tsjaad-regio verbinden met die van Sir Richard Burton en John Hanning Speke in Oost-Afrika.
De reis begint in Zanzibar, aan de oostkust. Daarna gaat het gezelschap verder naar het Victoriameer, het Tsjaadmeer, Agadez, Timboektoe, Djenné, Ségou en ten slotte St Louis, waar de rivier de Sénégal in de Atlantische Oceaan uitmondt.. Het boek beschrijft het toen nog vrijwel onbekende binnenland van Afrika ten onrechte als een woestijn.
Een groot deel van het verhaal gaat over het vinden van de bron van de Nijl, een gebeurtenis uit hoofdstuk 18. Daarnaast komt de groep in conflict met de inwoners en de natuur:
- Ze redden een missionaris die door een inheemse stam geofferd zou worden.
- Ze raken door hun watervoorraad heen en komen bij gebrek aan wind vast te zitten in de Sahara.
- Joe moet gered worden nadat hij uit de ballon gesprongen is bij een aanval door grote vogels. In het origineel zijn dit gypaètes, lammergieren, maar in het Nederlands is dit vertaald als condors; deze komen echter in Afrika niet voor.
- De groep ontkomt maar net aan de restanten van een vijandig leger wanneer de ballon door zijn gas heen raakt.

Verne kapt het verhaal af bij het einde van de reis, met slechts een beknopte samenvatting van wat de personages naderhand doen.

## Hoogteregeling
Om de vluchthoogte te regelen maken de reizigers waterstofgas: extra waterstof vergroot het volume, waardoor de ballon stijgt. Ze produceren dit gas door elektrolytische omzetting van water. De benodigde energie wordt geleverd door bunsen-elementen. Deze geven bovendien veel warmte af, zodat het hefgas uitzet, wat bijdraagt aan het stijgvermogen. De ballon heeft dus kenmerken van de gasballon maar tevens van de heteluchtballon; een dergelijke combinatie is ook te vinden bij de rozièreballon.
De roman beschrijft berekeningen over het stijgvermogen, maar deze houden geen rekening met de lage atmosferische temperatuur op grote hoogte, en hoeveel energie er nodig zou zijn om het gas in de ballon warm te houden op die hoogte.

## Stramien van een bestseller
Toen het boek uitkwam waren verhalen over expedities in Afrika, een continent dat toen voor de meeste Europeanen nog een mysterie was, erg in trek. Vijf weken in een luchtballon werd een bestseller en leverde Jules Verne een contract op met uitgever Pierre-Jules Hetzel.
Vijf weken in een luchtballon is het eerste van Vernes werken waarin hij een avonturenverhaal mengt met technische, geografische en historische omschrijvingen. Deze combinatie paste hij later in veel boeken toe, evenals de verteltechniek. Het stramien van het verhaal komt terug in latere imaginaire reisverhalen van Verne, zoals Naar het middelpunt der aarde en Twintigduizend mijlen onder zee. Ook daar omvat de groep een intelligente avonturier, een criticus die eerst niets ziet in de reis en een dienaar wiens vaardigheden goed van pas komen in lastige situaties. Deze boeken houden eveneens abrupt op bij het einde van de reis, met enkel een paar regels over het verdere leven van de personages.

## Techniek
Jules Verne volgde de technische ontwikkelingen van zijn tijd op de voet en stelde er eer in om recente ontwikkelingen correct te presenteren in zijn fictieve reisverhalen. Zo bestond het bunsen-element pas twintig jaar toen Verne het beschreef. Veel apparaten in zijn boeken zijn wel theoretisch mogelijk, maar waren niet realiseerbaar met de destijds beschikbare middelen, zodat zijn werk ook elementen van sciencefiction bevat. 

## Filmbewerkingen
- In 1962 verscheen de film Five Weeks in a Balloon van de Amerikaanse regisseur Irwin Allen.
- In 1975 verscheen de Mexicaanse film Viaje Fantástico en Globo, van regisseur René Cardona Jr.